# Apfelregal

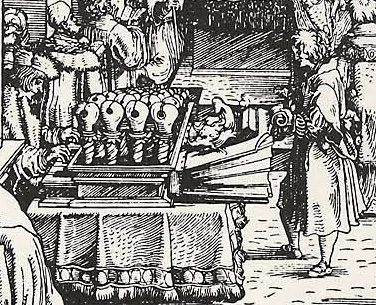
Ein Apfelregal, gespielt von Paul Hofhaimer (links). Ausschnitt aus dem Holzstich Kaiser Maximilian, die Messe hörend von Hans Weiditz von 1518.

Ein Apfelregal, auch Knopfregal oder Apfelpfeifenwerk genannt, ist ein historisches Tasteninstrument. Die tragbare Kleinorgel ist eine besondere Ausführungsform eines Regals.

## Beschreibung
Der Resonanzkörper der Zungenpfeifen hat beim Apfelregal eine apfelartige Gestalt, was diesem Musikinstrument seinen Namen gibt.
In seinem Werk Syntagma musicum beschreibt Michael Praetorius den Aufbau:

„Apffel oder Knopff Regal ist 8. Fuß Thon; Wird seiner Proportion halber / daß es wie ein Apffel uffm Stiel stehet / also genennet; Das gröste Corpus ist etwa 4. Zoll hoch / hat eine kleine Röhr / an der grösse wie sein Mundstück / und uff derselben Röhren einen runden holen Knopff voller kleiner Löcher / gleich einem Biesemknopff gebohret / da der Sonus wieder außgehen muß: Ist auch nach Regal Art lieblicher und viel stiller / denn ein ander Regal anzuhören / dienet wol in Positiffen / so in Gemächern gebraucht werden.“

Die apfelförmigen Resonanzkörper reduzieren die Lautstärke der vergleichsweise lauten Regale und der Klang wird dadurch weicher. Außerdem erregt die außergewöhnliche Optik Aufsehen.
Wie alle Regale dieser Epoche ist das Apfelregal chorisch gebaut. Der Tastenumfang (gotisch) ist F,G,A,B-g’’a’’. Das Klangbild ist verwandt mit dem von Posaunen, Fagotten und Sordunen.
Der Organist Paul Hofhaimer spielte 1506 an einem Apfelregal in einer Messe vor Kaiser Maximilian I. Das ist in dem Holzstich Kaiser Maximilian, die Messe hörend von Hans Weiditz von 1518 festgehalten. Maximilian hatte dieses Instrument für seinen Hoforganisten Hofhaimer bauen lassen. Johann Gottlob Töpfer beschreibt in seinem Werk Die Theorie und Praxis des Orgelbaues dieses Apfelregal:

„Man erblickt a die Klaviatur, b die Windlade und c den Blasebalg, welcher an einer Krücke d gehoben wird und durch ein delphinartiges Gewicht e beschwert ist. Das Regal hat vier Reihen von Zungenpfeifen, die jedoch nur ein Register zu bilden scheinen. Die Schallkörper, offenbar aus Messing gegossen, haben eine wunderliche Gestalt, die sie kugelig geformt und mit Einschnitten versehen, welche an die der Schellen erinnern. Es ist ein sogenanntes Knöpflin-Regal. Das Apfelregal ist ähnlich gebaut, nur haben die kugelförmig gebauten Körper mehrere Schalllöcher.“

Töpfer leitet den Ursprung der Bezeichnung Regale von „königliches Instrument“ ab (lateinisch regalis = ‚königlich‘; ‚eines Königs würdig‘).
Orgelbau Kögler hat von dem maximilianischen Apfelregal eine Rekonstruktion hergestellt.